# Dschambetschi
Dschambetschi (russisch Джамбечий) ist ein Dorf (aul) in Südrussland. Es gehört zur Republik Adygeja und hat 575 Einwohner (Stand 2019). Im Ort gibt es 15 Straßen.

## Geographie
Das Dorf liegt 6 km nördlich des Dorfes Bolschesidorowskoje, am linken Ufer der Laba.